# Ludowo-Demokratyczna Republika Jemenu
Ludowo-Demokratyczna Republika Jemenu (Jemen Południowy, Jemen Demokratyczny) – historyczne państwo w południowej i wschodniej części obecnego Jemenu.

## Historia
Tereny południowego Jemenu na przestrzeni lat znajdowały się pod kolonialną kontrolą Wielkiej Brytanii. W 1962 roku tereny te podzielono na Protektorat Arabii Południowej i rządzoną przez lokalnych emirów Federację Arabii Południowej. W 1963 roku utworzony został antykolonialny Narodowy Front Wyzwolenia i Front Wyzwolenia Okupowanego Jemenu Południowego. Obydwie grupy inspirowały się panarabską ideologią prezydenta Egiptu Gamala Abdela Nasera. Działalność środowisk antykolonialnych wywołała konflikt adeński między nacjonalistami a rządem kolonialnym. Już w czasie powstania, część działaczy Narodowego Frontu Wyzwolenia odrzuciła proegipskie poglądy i przyjęła poglądy zbliżone do marksizmu. Mimo zbieżności ideologicznej obie grupy rebeliantów zwalczały się wzajemnie. Wskutek działalności separatystów, jak również kryzysu sueskiego, 28 listopada 1967 Brytyjczycy opuścili Jemen Południowy. Dwa dni później ogłoszono utworzenie Ludowej Republiki Południowego Jemenu z terytorium Federacji Arabii Południowej i Protektoratu Arabii Południowej.
Po utworzeniu niepodległego państwa Front Narodowy rozpoczął kolejną ofensywę przeciwko rywalom z dotychczasowego ruchu oporu. W czerwcu 1969 władzę w państwie przejęło radykalne skrzydło Frontu Narodowego. Wprowadzono system jednopartyjny, przeprowadzono nacjonalizację przemysłu, zaś 1 grudnia 1970 zmieniono nazwę państwa na Ludowo-Demokratyczna Republika Jemenu. Rewolucja w Jemenie Południowym wpłynęła na północnego sąsiada, gdzie w 1970 roku powstała zbrojna Organizacja Jemeńskiego Oporu Rewolucyjnego, która rozpoczęła trwającą do 1973 kampanię partyzancką. Na północy działała też półlegalna Rewolucyjna Partia Demokratyczna Jemenu domagająca się zjednoczenia Jemenu w ramach systemu socjalistycznego. W 1972 doszło do zbrojnego konfliktu Ludowego Jemenu z Jemeńską Republiką Arabską. Po zakończeniu konfliktu ogłoszono wspólną deklarację o dążeniu do zjednoczenia obu państw. Pomimo to Jemen Południowy próbował ingerować w sprawy wewnętrzne swojego sąsiada i wspierał lewicowych rebeliantów na jego terytorium. Gdy 1976 roku na północy, powstał rebeliancki Narodowy Front Demokratyczny, który dwa lata później rozpoczął rebelię antyrządową, działania rebeliantów poparł rząd południowojemeński i libijski. Poparcie rebeliantów przez Ludowy Jemen poskutkowało kolejną, aczkolwiek krótkotrwałą i nierozstrzygnięta wojną między państwami jemeńskimi w 1979 roku.
W polityce zagranicznej rząd Południowego Jemenu wsparł rebelię w Zufarze skierowaną przeciwko rządowi Omanu i prowadzoną przez lewicowo-nacjonalistycznych rebeliantów. Na skutek wsparcia ze strony Południowego Jemenu, grupa rebeliancka Ludowy Front Wyzwolenia Okupowanej Zatoki Perskiej zdołała w 1969 roku zdobyć znaczne połacie zachodniej części Zufaru. Rebelia trwała do 1976 roku, gdy załamała się na skutek interwencji militarnej Iranu i Wielkiej Brytanii – państw które wsparły rząd omański. Rząd Jemenu Południowego wsparł rząd Etiopii walczący z separatystami erytrejskimi i zbrojną opozycją oraz popierał lewicowe ugrupowania w regionie, w tym Ludowych Mudżahedinów.
W Ludowo-Demokratycznej Republice Jemenu funkcjonował ustrój socjalistyczny. W 1978 roku utworzona została Jemeńska Partia Socjalistyczna. Gospodarka Jemenu Południowego cieszyła się dotacjami ze Związku Radzieckiego. W 1980 prezydentem został Ali Nasir Muhammad, który złagodził nieco system i rozpoczął zbliżenie z pozostałymi krajami arabskimi. Polityka ta doprowadziła do konfliktu w partii i przewrotu 13 stycznia 1986, w wyniku którego władzę objął Hajdar Abu Bakr al-Attas. Hajdar Abu Bakr al-Attas początkowo prowadził antyreformistyczną politykę, jednak w obliczu rozpadu bloku wschodniego w Europie, od 1988 nastąpiło stopniowe łagodzenie systemu. Pozbawiony dotacji z ZSRR Jemen Południowy zaczął pogrążać się w kryzysie gospodarczym, co wpłynęło na gwałtowny proces zjednoczenia z Jemenem Północnym. W listopadzie 1989 podpisano deklarację zjednoczeniową, zgodnie z którą 22 maja 1990 oba państwa jemeńskie połączyły się i utworzyły Republikę Jemenu.

## Podział administracyjny
Południowy Jemen był podzielony na 6 prowincji (ar. muhafazat).
| Nazwa      | Powierzchnia (km.²) | Stolica    |
| ---------- | ------------------- | ---------- |
| 'Adan      | 6 980               | Aden       |
| Lahij      | 12 766              | Hawatah    |
| Abyan      | 21 489              | Zinjibar   |
| Shabwah    | 73 908              | Ataq       |
| Hadhramawt | 155 376             | Al Mukalla |
| al-Mahra   | 66 350              | Al Ghaydah |